# Барон Фицхью

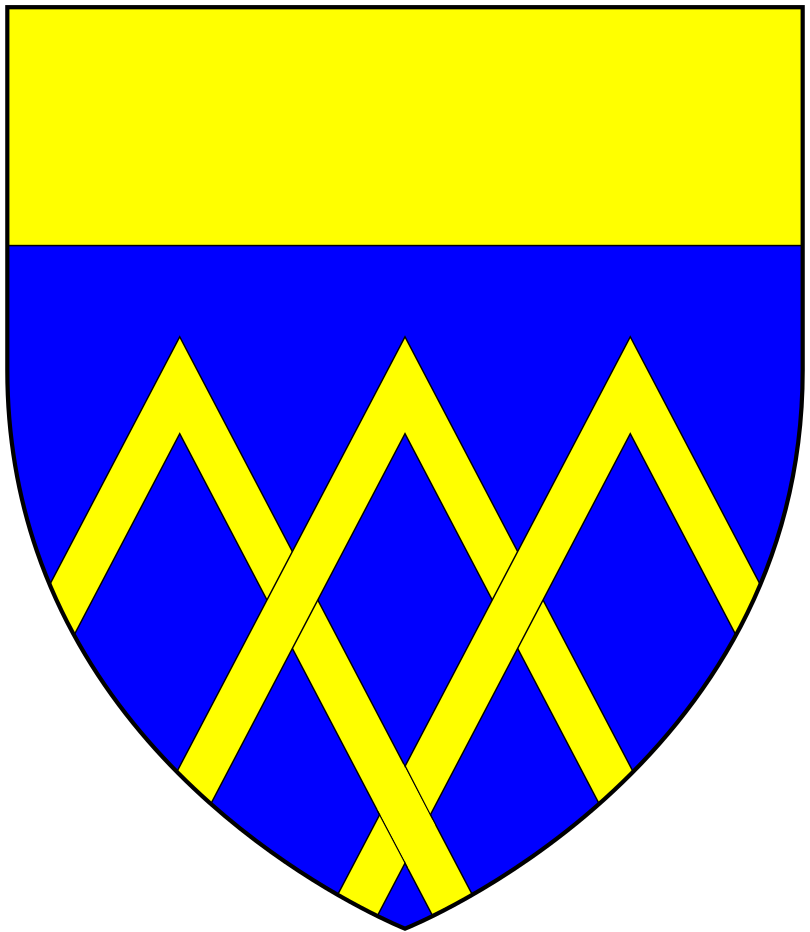
Герб баронов Фицхью

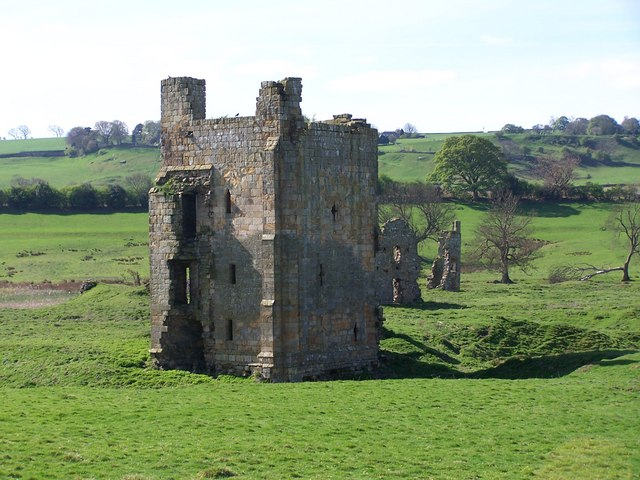
Руины замка Рейвенсворт в Северном Йоркшире, резиденции баронов Фицхью до 1513 года

Барон Фицхью из Рейвенсворта в Северном Йоркшире — старинный баронский титул в системе Пэрства Англии. Он был создан 15 мая 1321 года для сэра Генри Фицхью (ум. 1356). Титул передавался по мужской линии до смерти в 1513 году Джорджа Фицхью, 7-го барона Фицхью (ок. 1487—1513). На баронский титул стали претендовать его тетки, Элис, леди Файнс, и Элизабет, леди Парр, и их потомки.
Семейная резиденция — замок Рейвенсворт в Северном Йоркшире.

## Бароны Фицхью (1321)
- Генри Фицхью, 1-й барон Фицхью (ум. 1356), сын сэра Хью Фицгенри
- Генри Фицхью, 2-й барон Фицхью (1338 — 29 августа 1386), младший сын Генри Фицгенри и внук сын предыдущего. Был женат на Джоан Скруп, дочери Генри Скрупа, 1-го барона Скрупа из Месема.
- Генри Фицхью, 3-й барон Фицхью (ок. 1358 — 11 января 1425), старший сын предыдущего. Был женат на Элизабет Грей, дочери Роберта де Грея и внучке 2-го барона Грея из Ротерфилда
- Уильям Фицхью, 4-й барон Фицхью (ок. 1399 — 22 октября 1452), старший сын предыдущего. Был женат на Марджери Уиллоуби, дочери Уильяма Уиллоуби, 5-го барона Уиллоуби де Эрзби
- Генри Фицхью, 5-й барон Фицхью (ок. 1429 — 4 июня 1472), единственный сын предыдущего. Был женат на леди Элис Невилл
- Ричард Фицхью, 6-й барон Фицхью (1457 — 20 ноября 1487), сын предыдущего. Был женат на Элизабет Бург, дочери Томаса Бурга, 1-го барона Бурга из Гейнсборо
- Джордж Фицхью, 7-й барон Фицхью (ок. 1487 — 28 января 1513), единственный сын предыдущего. Женат на Кэтрин Дакр, дочери Хамфри Дакра, 1-го барона Дакр, и Мейбл Парр.